# Triple couronne (snooker)

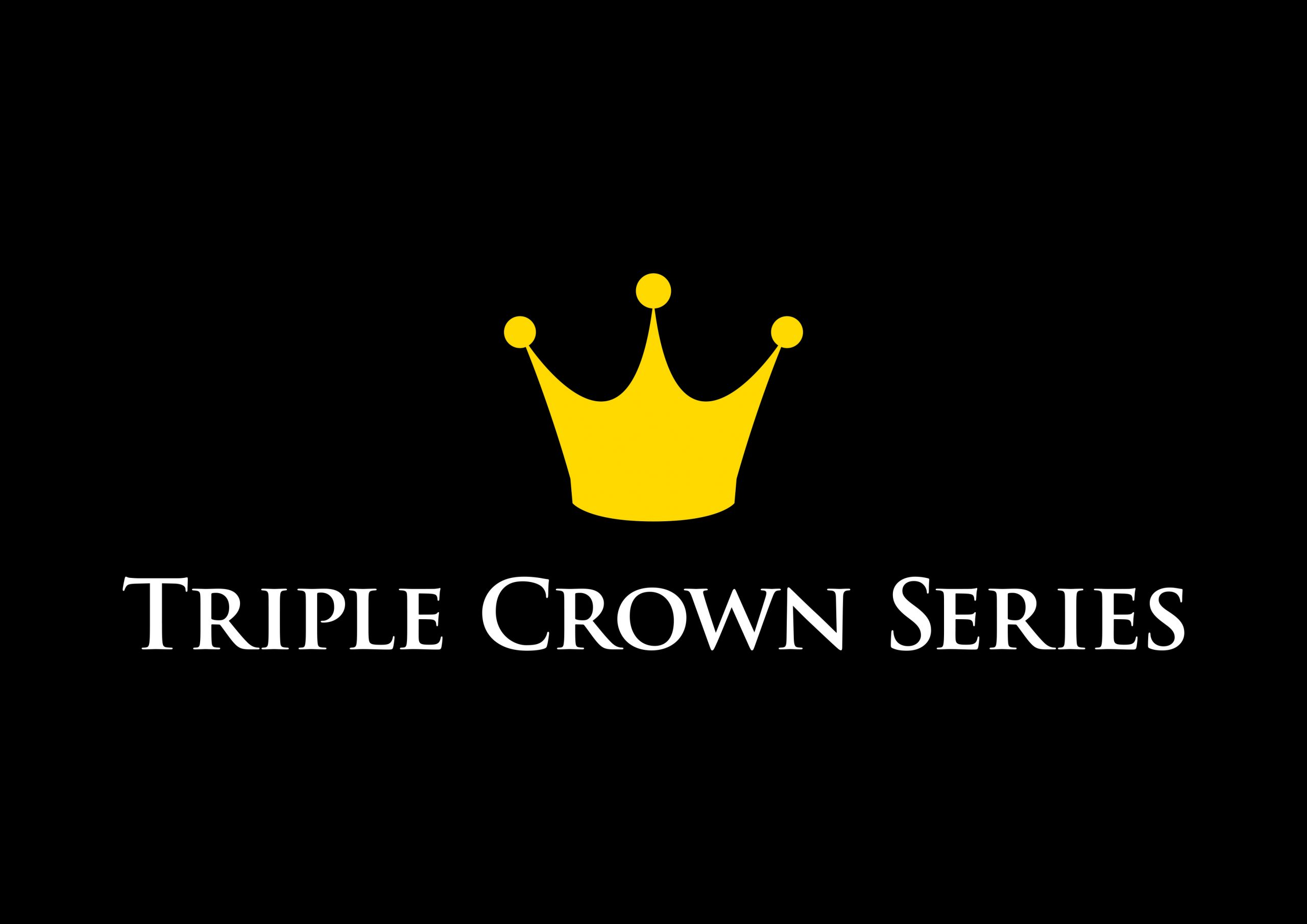
Logo de la triple couronne de snooker

La  Triple couronne, (Triple Crown en anglais) est une expression utilisée pour réunir, sous le même vocable, les trois plus prestigieux tournois de snooker :
- le championnat du Royaume-Uni, UK Championship en anglais,
- le Masters[1],
- et le championnat du monde, World Championship en anglais.

## Historique
Ces tournois sont parfois appelés tournois majeurs de snooker (snooker's major tournaments en anglais), the big three BBC events, (les trois grands événements de la BBC en français) ou simplement the big three, (les trois grands en français).

Dix joueurs ont remporté les épreuves de la triple couronne au moins une fois : Steve Davis, Terry Griffiths, Alex Higgins, Stephen Hendry, John Higgins, Mark Williams, Ronnie O'Sullivan, Neil Robertson, Mark Selby, Shaun Murphy et Judd Trump,. Seuls Davis, Hendry et Williams ont gagné les épreuves de la triple couronne dans la même saison et Hendry est le seul joueur à avoir réalisé cette prouesse deux fois, au cours des saisons 1989-1990 et 1995-1996,. En 2013, Robertson est devenu le premier joueur extérieur aux Îles Britanniques à gagner ces trois épreuves.

## Gagnants des titres de la triple couronne
La liste suivante présente tous les gagnants d'épreuves de la triple couronne depuis la saison 1968-1969 :
| Saison    | Championnat du Royaume-Uni, | Masters,                  | Championnat du monde,     |
| --------- | --------------------------- | ------------------------- | ------------------------- |
| 1968-1969 | commencé en 1977-1978       | commencé en 1974-1975     | John Spencer (1/4)        |
| 1969-1970 | commencé en 1977-1978       | commencé en 1974-1975     | Ray Reardon (1/7)         |
| 1970-1971 | commencé en 1977-1978       | commencé en 1974-1975     | John Spencer (2/4)        |
| 1971-1972 | commencé en 1977-1978       | commencé en 1974-1975     | Alex Higgins (1/5)        |
| 1972-1973 | commencé en 1977-1978       | commencé en 1974-1975     | Ray Reardon (2/7)         |
| 1973-1974 | commencé en 1977-1978       | commencé en 1974-1975     | Ray Reardon (3/7)         |
| 1974-1975 | commencé en 1977-1978       | John Spencer (3/4)        | Ray Reardon (4/7)         |
| 1975-1976 | commencé en 1977-1978       | Ray Reardon (5/7)         | Ray Reardon (6/7)         |
| 1976-1977 | commencé en 1977-1978       | Doug Mountjoy (1/3)       | John Spencer (4/4)        |
| 1977-1978 | Patsy Fagan                 | Alex Higgins (2/5)        | Ray Reardon (7/7)         |
| 1978-1979 | Doug Mountjoy (2/3)         | Perrie Mans               | Terry Griffiths (1/3)     |
| 1979-1980 | John Virgo                  | Terry Griffiths (2/3)     | Cliff Thorburn (1/4)      |
| 1980-1981 | Steve Davis (1/15)          | Alex Higgins (3/5)        | Steve Davis (2/15)        |
| 1981-1982 | Steve Davis (3/15)          | Steve Davis (4/15)        | Alex Higgins (4/5)        |
| 1982-1983 | Terry Griffiths (3/3)       | Cliff Thorburn (2/4)      | Steve Davis (5/15)        |
| 1983-1984 | Alex Higgins (5/5)          | Jimmy White (1/2)         | Steve Davis (6/15)        |
| 1984-1985 | Steve Davis (7/15)          | Cliff Thorburn (3/4)      | Dennis Taylor (1/2)       |
| 1985-1986 | Steve Davis (8/15)          | Cliff Thorburn (4/4)      | Joe Johnson               |
| 1986-1987 | Steve Davis (9/15)          | Dennis Taylor (2/2)       | Steve Davis (10/15)       |
| 1987-1988 | Steve Davis (11/15)         | Steve Davis (12/15)       | Steve Davis (13/15)       |
| 1988-1989 | Doug Mountjoy (3/3)         | Stephen Hendry (1/18)     | Steve Davis (14/15)       |
| 1989-1990 | Stephen Hendry (2/18)       | Stephen Hendry (3/18)     | Stephen Hendry (4/18)     |
| 1990-1991 | Stephen Hendry (5/18)       | Stephen Hendry (6/18)     | John Parrott (1/2)        |
| 1991-1992 | John Parrott (2/2)          | Stephen Hendry (7/18)     | Stephen Hendry (8/18)     |
| 1992-1993 | Jimmy White (2/2)           | Stephen Hendry (9/18)     | Stephen Hendry (10/18)    |
| 1993-1994 | Ronnie O'Sullivan (1/23)    | Alan McManus              | Stephen Hendry (11/18)    |
| 1994-1995 | Stephen Hendry (12/18)      | Ronnie O'Sullivan (2/23)  | Stephen Hendry (13/18)    |
| 1995-1996 | Stephen Hendry (14/18)      | Stephen Hendry (15/18)    | Stephen Hendry (16/18)    |
| 1996-1997 | Stephen Hendry (17/18)      | Steve Davis (15/15)       | Ken Doherty               |
| 1997-1998 | Ronnie O'Sullivan (3/23)    | Mark Williams (1/7)       | John Higgins (1/9)        |
| 1998-1999 | John Higgins (2/9)          | John Higgins (3/9)        | Stephen Hendry (18/18)    |
| 1999-2000 | Mark Williams (2/7)         | Matthew Stevens (1/2)     | Mark Williams (3/7)       |
| 2000-2001 | John Higgins (4/9)          | Paul Hunter (1/3)         | Ronnie O'Sullivan (4/23)  |
| 2001-2002 | Ronnie O'Sullivan (5/23)    | Paul Hunter (2/3)         | Peter Ebdon (1/2)         |
| 2002-2003 | Mark Williams (4/7)         | Mark Williams (5/7)       | Mark Williams (6/7)       |
| 2003-2004 | Matthew Stevens (2/2)       | Paul Hunter (3/3)         | Ronnie O'Sullivan (6/23)  |
| 2004-2005 | Stephen Maguire             | Ronnie O'Sullivan (7/23)  | Shaun Murphy (1/4)        |
| 2005-2006 | Ding Junhui (1/4)           | John Higgins (5/9)        | Graeme Dott               |
| 2006-2007 | Peter Ebdon (2/2)           | Ronnie O'Sullivan (8/23)  | John Higgins (6/9)        |
| 2007-2008 | Ronnie O'Sullivan (9/23)    | Mark Selby (1/9)          | Ronnie O'Sullivan (10/23) |
| 2008-2009 | Shaun Murphy (2/4)          | Ronnie O'Sullivan (11/23) | John Higgins (7/9)        |
| 2009-2010 | Ding Junhui (2/4)           | Mark Selby (2/9)          | Neil Robertson (1/6)      |
| 2010-2011 | John Higgins (8/9)          | Ding Junhui (3/4)         | John Higgins (9/9)        |
| 2011-2012 | Judd Trump (1/5)            | Neil Robertson (2/6)      | Ronnie O'Sullivan (12/23) |
| 2012-2013 | Mark Selby (3/9)            | Mark Selby (4/9)          | Ronnie O'Sullivan (13/23) |
| 2013-2014 | Neil Robertson (3/6)        | Ronnie O'Sullivan (14/23) | Mark Selby (5/9)          |
| 2014-2015 | Ronnie O'Sullivan (15/23)   | Shaun Murphy (3/4)        | Stuart Bingham (1/2)      |
| 2015-2016 | Neil Robertson (4/6)        | Ronnie O'Sullivan (16/23) | Mark Selby (6/9)          |
| 2016-2017 | Mark Selby (7/9)            | Ronnie O'Sullivan (17/23) | Mark Selby (8/9)          |
| 2017-2018 | Ronnie O'Sullivan (18/23)   | Mark Allen (1/2)          | Mark Williams (7/7)       |
| 2018-2019 | Ronnie O'Sullivan (19/23)   | Judd Trump (2/5)          | Judd Trump (3/5)          |
| 2019-2020 | Ding Junhui (4/4)           | Stuart Bingham (2/2)      | Ronnie O'Sullivan (20/23) |
| 2020-2021 | Neil Robertson (5/6)        | Yan Bingtao (1/1)         | Mark Selby (9/9)          |
| 2021-2022 | Zhao Xintong (1/2)          | Neil Robertson (6/6)      | Ronnie O'Sullivan (21/23) |
| 2022-2023 | Mark Allen (2/2)            | Judd Trump (4/5)          | Luca Brecel (1/1)         |
| 2023-2024 | Ronnie O'Sullivan (22/23)   | Ronnie O'Sullivan (23/23) | Kyren Wilson (1/1)        |
| 2024-2025 | Judd Trump (5/5)            | Shaun Murphy (4/4)        | Zhao Xintong (2/2)        |

| Légende                                                                          |
| -------------------------------------------------------------------------------- |
| Joueur ayant gagné les trois épreuves de la triple couronne dans la même saison. |
| Joueur ayant gagné deux épreuves de la triple couronne dans la même saison.      |

## Gagnants de  plusieurs titres de la triple couronne
| Nation          | Joueur            | Total | Championnat du Royaume-Uni | Masters | Championnat du monde | Intervalle des victoires |
| --------------- | ----------------- | ----- | -------------------------- | ------- | -------------------- | ------------------------ |
| Angleterre      | Ronnie O'Sullivan | 23    | 8                          | 8       | 7                    | 1993-2024                |
| Écosse          | Stephen Hendry    | 18    | 5                          | 6       | 7                    | 1989–1999                |
| Angleterre      | Steve Davis       | 15    | 6                          | 3       | 6                    | 1980–1997                |
| Angleterre      | Mark Selby        | 9     | 2                          | 3       | 4                    | 2008–2021                |
| Écosse          | John Higgins      | 9     | 3                          | 2       | 4                    | 1998–2011                |
| Pays de Galles  | Ray Reardon       | 7     | 0                          | 1       | 6                    | 1970–1978                |
| Pays de Galles  | Mark Williams     | 7     | 2                          | 2       | 3                    | 1998–2018                |
| Australie       | Neil Robertson    | 6     | 3                          | 2       | 1                    | 2010–2022                |
| Irlande du Nord | Alex Higgins      | 5     | 1                          | 2       | 2                    | 1972–1983                |
| Angleterre      | Judd Trump        | 5     | 2                          | 2       | 1                    | 2011–2024                |
| Angleterre      | John Spencer      | 4     | 0                          | 1       | 3                    | 1969–1977                |
| Canada          | Cliff Thorburn    | 4     | 0                          | 3       | 1                    | 1980–1986                |
| Chine           | Ding Junhui       | 4     | 3                          | 1       | 0                    | 2005–2020                |
| Angleterre      | Shaun Murphy      | 4     | 1                          | 2       | 1                    | 2005–2025                |
| Pays de Galles  | Terry Griffiths   | 3     | 1                          | 1       | 1                    | 1979–1982                |
| Pays de Galles  | Doug Mountjoy     | 3     | 2                          | 1       | 0                    | 1977–1988                |
| Angleterre      | Paul Hunter       | 3     | 0                          | 3       | 0                    | 2001–2004                |
| Angleterre      | John Parrott      | 2     | 1                          | 0       | 1                    | 1991–1991                |
| Angleterre      | Peter Ebdon       | 2     | 1                          | 0       | 1                    | 2002–2006                |
| Irlande du Nord | Dennis Taylor     | 2     | 0                          | 1       | 1                    | 1985–1987                |
| Angleterre      | Jimmy White       | 2     | 1                          | 1       | 0                    | 1984–1992                |
| Pays de Galles  | Matthew Stevens   | 2     | 1                          | 1       | 0                    | 2000–2003                |
| Angleterre      | Stuart Bingham    | 2     | 0                          | 1       | 1                    | 2015–2020                |
| Irlande du Nord | Mark Allen        | 2     | 1                          | 1       | 0                    | 2018–2022                |
| Chine           | Zhao Xintong      | 2     | 1                          | 0       | 1                    | 2021-2025                |

| Légende                                                                                  |
| ---------------------------------------------------------------------------------------- |
| Joueur ayant gagné au moins une fois toutes les épreuves de la triple couronne.          |
| Joueur toujours actif ayant gagné au moins une fois deux épreuves de la triple couronne. |
| Joueur retraité ayant gagné au moins une fois deux épreuves de la triple couronne.       |